# Andrew Setefano
Andrew Setefano (* 10. August 1987 in Silisili, Gaga'ifomauga) ist ein samoanischer Fußballspieler.

## Leben
Setefano wurde in Silisili, in der Provinz Gaga'ifomauga auf der Chatham-Insel geboren. Er lebte anschließend auf der Insel Upolu in Alamagoto und Faleapuna. 1997 zog die Familie auf die Nachbarinsel Savai'i nach Vaito'omuli um, wo er die Alofi o Taoa Secondary School in Safotu besuchte.

### Karriere

#### Im Verein
Anschließend startete Setefano seine Fußball-Karriere mit dem Adidas FC (All Day I Dream About Soccer Club) in Almagoto auf Upolu. Beim Adidas SC durchlief er sämtliche Jugendmannschaften, stieg im Frühjahr 2007 in die Seniorenmannschaft auf und gab sein Debüt in der drittklassigen Division 2. Er konnte in den nachfolgenden Jahren zwei Aufstiege mit seinem Verein feiern und gab in der Saison 2009/2010 sein semi-profi-Debüt in der höchsten samoanischen SFSF-NC National League. Nach einer Saison im samoanischen Oberhaus verließ er Samoa im Frühjahr 2010 und ging nach Neuseeland, wo er bei Upper Hutt City FC in der Lotto Men’s Central League unterschrieb. Nach einer Saison in Neuseeland kehrte er den Verein Upper Hutt City den Rücken und ging nach Papua-Neuguinea zum Top-Club Hekari United FC. Nach nur 6 Monaten in Papua-Neuguinea kehrte er nach Samoa zurück und unterschrieb für Gold Star Sogi. Er blieb anschließend ein Jahr bei Goldstar in der Samoa National League und kehrte im Sommer 2012 zum neuseeländischen Verein Upper Hutt City zurück. In Neuseeland spielte er bis zum 12. August 2013 und unterschrieb am selbigen Tag einen Vertrag mit dem samoanischen Meister Kiwi SC. Mit den Kiwi's zog er nach 3 Siegen in der OCL Preliminary Round erstmals in die OFC Champions League ein.

#### Nationalmannschaft
Setefano wurde 1999 erstmals für eine Nationalmannschaft nominiert und spielte für die U-12-Nationalmannschaft Samoa’s in einem Turnier in Neuseeland. Anschließend spielte er für die U-17 Samoas und erreichte in der Gruppe B den 4. Platz vor American Samoa in der Qualifikation zur FIFA U-17-WM 2003. Seit 2009 gehört Setefano zum Kader für die Samoanische Fußballnationalmannschaft und spielte sein A-Länderspieldebüt in einem inoffiziellen Freundschaftsspiel gegen den neuseeländischen Papakura City FC aus der Northern Region Football Division 2. Setefano trägt seit 2011 die Mannschaftskapitänsbinde für die Samoanische Fußballnationalmannschaft.